# Rio Ciobotani Creek
O Rio Ciobotani Creek é um rio da Romênia, afluente do Mureş, localizado no distrito de Harghita.